# Borås flygplats
Borås flygplats är en flygplats som ligger utanför Borås, vid Viared.

## Historia
Flygplatsen invigdes 1997. Flygplatsen är en ersättning för det gamla flygfältet som låg ca 500 meter väster om befintlig flygplats. Detta har nu blivit industriområde.

## Gamla flygfältet
Flygklubben i Borås bildades 1939 och började 1941 flygningar från Fristads hed i Fristads landskommun norr om Borås. Fristads hed var övningsfält för Älvsborgs regemente fram till 1914. Den gamla flygplatsen planerades redan i början på 1940-talet för ett markområde vid Viared men började inte byggas förrän 1947. Flygplatsen invigdes 1954 med ett gräsfält på 850 meter gånger 160 meter. I slutet på 1950-talet debatterades en utbyggnad men när Landvetter beslutades upphörde planerna utbyggnadsplanerna för gamla flygfältet. På 70-talet planerar Borås kommun industriverksamhet på det gamla fältet och efter en lång process börjar det nya flygfältet byggas 1994. Det gamla fältet stängs 1997 i samband med öppnandet den nuvarande flygplatsen.

## Utformning
På flygplatsen finns en asfaltsbana, 800 x 18 meter, som är belyst för att kunna användas när det är mörkt samt ett 50 meter brett grässtråk och en tankanläggning med JET-A1, 100LL  och AVGAS 91/96.
Borås flygplats är en av tre flygplatser i Sverige som är godkända/certifierade icke instrumentflygplatser. Förutom Borås flygplats finns även Göteborg/Säve flygplats och Varbergs flygplats.

## Brukare
På flygplatsen är det främst tre klubbar som bedriver flygning: 
- Borås flygklubb
- Borås segelflygklubb
- Borås Ultralätt Flygklubb

På flygfältet finns dessutom ytterligare några flygplan som ägs av privatpersoner och lokala företag. 
Flygplatsen används även av Borås näringsliv och samhällsnyttigt flyg så som Frivilliga Flygkåren, ambulans- och polishelikopter samt flygande kraftledningsinspektioner. Flygplatsen har tidigare arrangerat flygdagar med jämna mellanrum.

## Källhänvisningar
1. 1 2  ”Välkommen till Borås Flygplats”. Borås Flygplatsförening. Arkiverad från originalet den 22 november 2012. https://web.archive.org/web/20121122163711/http://www.borasflygplats.se/. Läst 21 mars 2013.
2. ↑  ”Flygplatsens historia”. Borås Flygplatsförening. Arkiverad från originalet den 11 augusti 2014. https://web.archive.org/web/20140811013612/http://www.borasflygplats.se/valkommen/historik. Läst 31 mars 2013.
3. ↑  ”På flygplatsen | ESGE - Borås Flygplats”. 13 november 2011. https://www.borasflygplats.se/flygplatsservice. Läst 11 december 2022.
4. ↑  ”Godkända/certifierade icke instrumentflygplatser - Transportstyrelsen”. www.transportstyrelsen.se. https://www.transportstyrelsen.se/sv/luftfart/flygplatser-flygtrafiktjanst-och-luftrum/Svenska-flygplatser1/Icke-statliga-instrumentflygplatser/. Läst 11 december 2022.